# Dominic Ressel
Dominic Ressel (Kiel, 5 de octubre de 1993) es un deportista alemán que compite en judo.
Participó en los Juegos Olímpicos de Tokio 2020, obteniendo una medalla de bronce en la prueba de equipo mixto. Ganó dos medallas en el Campeonato Europeo de Judo, en los años 2017 y 2023, ambas en la categoría de –81 kg.

## Palmarés internacional
| Juegos Olímpicos   | Juegos Olímpicos      | Juegos Olímpicos  | Juegos Olímpicos |
| Año                | Lugar                 | Medalla           | Categoría        |
| ------------------ | --------------------- | ----------------- | ---------------- |
| 2020               | Tokio (Japón)         | Medalla de bronce | Equipo mixto     |
| Campeonato Europeo |                       |                   |                  |
| Año                | Lugar                 | Medalla           | Categoría        |
| 2017               | Varsovia (Polonia)    | Medalla de plata  | –81 kg           |
| 2023               | Montpellier (Francia) | Medalla de bronce | –81 kg           |